# Fuyuhe Jingyingsuo (bondby i Kina, Heilongjiang Sheng, lat 47,68, long 128,50)
Fuyuhe Jingyingsuo (kinesiska: 抚育河经营所) är en bondby i Kina. Den ligger i provinsen Heilongjiang, i den nordöstra delen av landet, omkring 260 kilometer nordost om provinshuvudstaden Harbin. Antalet invånare är 441. Befolkningen består av 223 kvinnor och 218 män. Barn under 15 år utgör 5,0 %, vuxna 15-64 år 77 %, och äldre över 65 år 16,0 %.
Runt Fuyuhe Jingyingsuo är det ganska glesbefolkat, med 40 invånare per kvadratkilometer. Närmaste större samhälle är Jiefang Jingyingsuo, 18,3 km söder om Fuyuhe Jingyingsuo. I omgivningarna runt Fuyuhe Jingyingsuo växer i huvudsak blandskog.
Genomsnittlig årsnederbörd är 1 121 millimeter. Den regnigaste månaden är juli, med i genomsnitt 260 mm nederbörd, och den torraste är februari, med 16 mm nederbörd.